# John de Visser
Johannes Everardus (John) de Visser (Bloemendaal, 27 augustus 1916 – Hoorn, 6 augustus 2007) was een Nederlands kunsthistoricus, kunstkenner en -verzamelaar.

## Biografie
De Visser groeide op in Bloemendaal, maar werd spoedig naar een kostschool in Zwitserland gezonden. Daarna studeerde hij kunstgeschiedenis in Amsterdam. In 1939 (slechts 23 jaar oud) kocht hij het reeds zes jaar verlaten en vervallen huis aan de Binnenluiendijk 3 te Hoorn.

### Huys Anno 1624

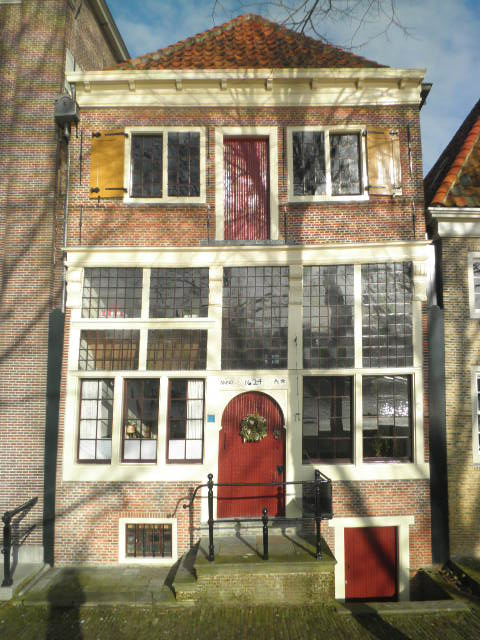
Binnenluiendijk 3

In de oorlogsjaren betrok John de Visser het historische Huys Anno 1624 (Binnenluiendijk 3) te Hoorn. Dat was tot kort daarvoor een stadsboerderij met een koeienstal in de kelder, in de woonkamer werd gekarnd en op de bovenverdiepingen bevond zich de hooizolder. In 1941 opende "Huys 1624" als oudheidkundig museum zijn deuren, maar moest in 1943 reeds zijn deuren sluiten op last van de bezetter. 
In 1948 trouwde hij met Bernardina Petronella (Pien) Wiegand (1904-1974). Zij trok bij hem in met haar collectie antieke kostuums en Westfries kant. 
In 1951 werd de gehele woning gerestaureerd met behoud van alle 17e-eeuwse details door Elias Anthony Canneman, hoofdarchitect van de Rijksdienst voor de Monumentenzorg. Bovendien kwam in de kelder een expositie van archeologische vondsten. 

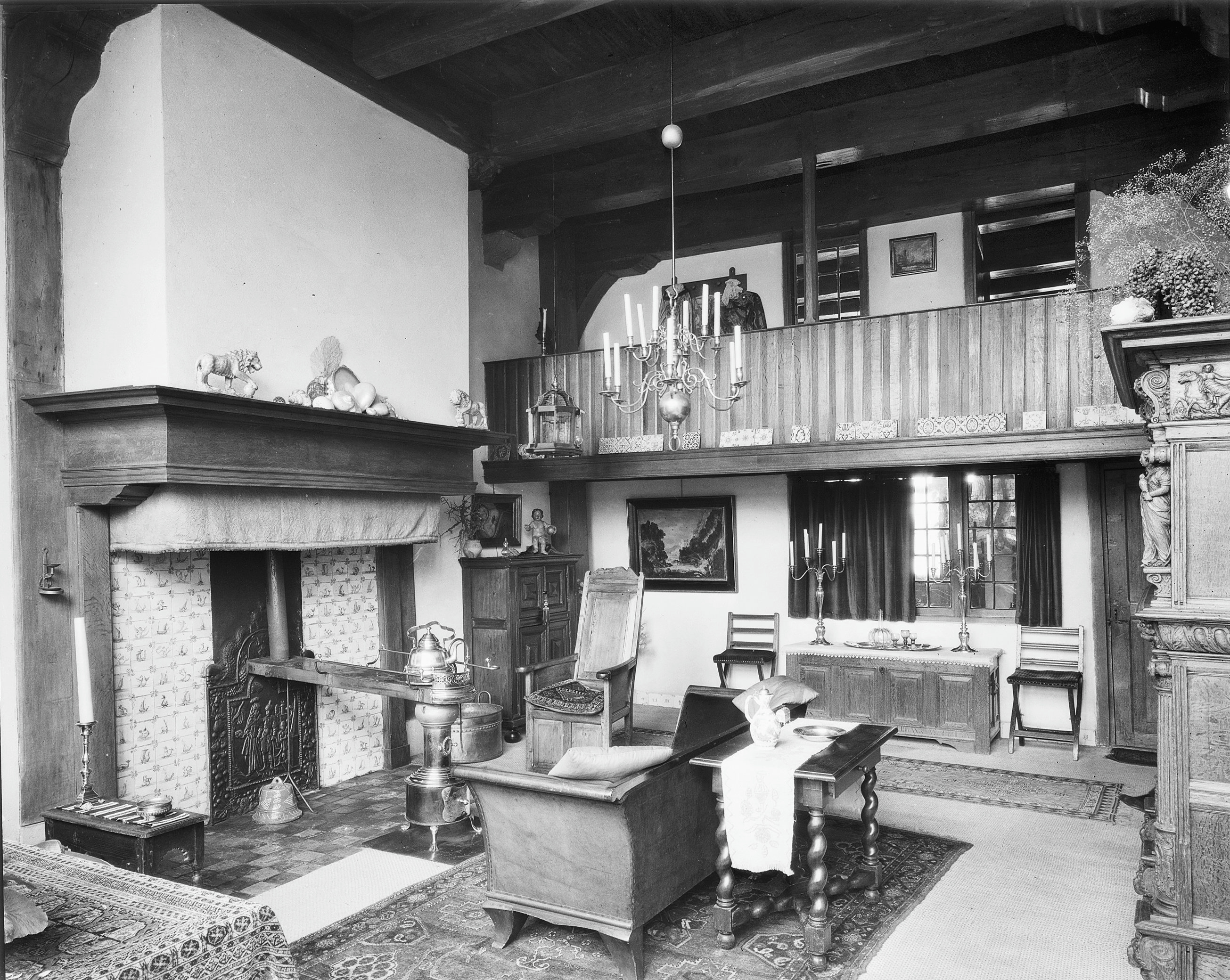
Achterkamer

De woning is gebouwd met houtskelet, waarbij de indeling en interieurafwerking voor een groot gedeelte behouden is gebleven; een zeldzaamheid voor dergelijke huizen. Zo zijn de insteekkamer en de spiltrap nog oorspronkelijk. Deze hangende kamer in de vijf meter hoge voorkamer, diende als "comptoir" met uitzicht over de havens en is via de spiltrap te bereiken. De voorpui met glasruiten is ook nog in de oorspronkelijke staat.

### Huis De Visser

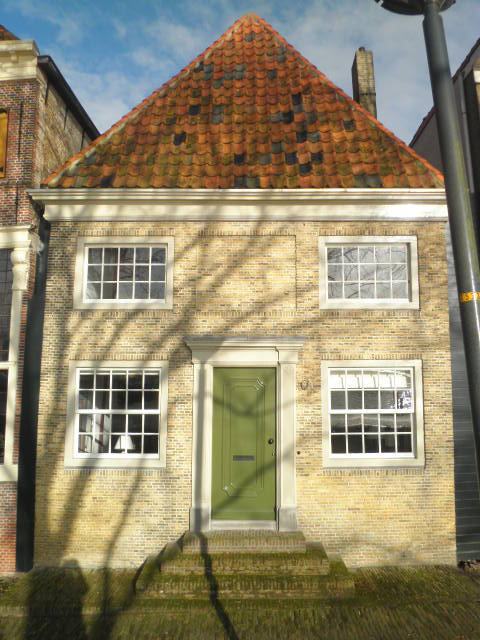
Binnenluiendijk 4

In 1959 verwierf John de Visser het naast gelegen pand Binnenluiendijk 4, gebouwd rond 1750, dat tot circa 1900 een scheepstimmerwerkplaats was en later als loods van de visserij-inspectie diende. Het werd in 1961 eveneens door Elias Canneman gerestaureerd en kreeg daarbij een vroeg 18e-eeuws karakter met vele elementen uit andere huizen in de omgeving van Hoorn. De verbindingen tussen de beide huizen bleven beperkt tot een tweetal, waarbij het tweede huis strikt privé werd gehouden.

### Hoorn 600 jaar stad
Een rol speelde John de Visser bij de stadsfeesten van Hoorn in 1957. Hij ontwierp de afbeelding van het programmaboekje en de affiche met de dansende eenhoorn en was de initiator van het (plastic) hoorntje, dat de inwoners droegen tijdens de feesten.

### Legaat
In 1998 schonk John de Visser zijn beide Rijksmonumenten aan de Vereniging Hendrick de Keyser op voorwaarde dat hij er kon blijven wonen. Voorts schonk hij een tweetal schilderijen van Nicolaas Verkolje (1673-1747) aan het Westfries Museum. Het betreft een tweetal portretten, van de Hoornse regent Adriaan van Bredehoff (1672-1733) en zijn nicht Johanna Machteld van Bredehoff (1710-1769).

### Nevenfuncties
De Visser was actief op zijn vakgebied. Zo was hij van 1957 tot 1968 voorzitter van de Vereniging Oud Hoorn en van 1968 tot 1977 gewoon bestuurslid daarvan. Ook was hij bestuurslid van het Westfries Museum. Daarenboven was hij vanaf de oprichting in 1972 bestuurslid van de Stichting Stadsherstel Hoorn.